# إدي أركارو
جورج إدوارد أركارو (بالإنجليزية: George Edward Arcaro) (في الفترة من 19 فبراير 1916 حتى 14 نوفمبر 1997)، المعروف مهنيًا باسم إدي أركارو، هو فارس أمريكي في سباق الخيل الأصيل الذي يقام في قاعة المشاهير فاز بـالسباقات الكلاسيكية الأمريكية أكثر من أي فارس في التاريخ والمتسابق الوحيد الفائز بجائزة التاج الثلاثي مرتين. ويُعد أعظم فارس في تاريخ رياضة سباقات الخيل الأصيل الأمريكية. ولد أركارو في سينسيناتي، أوهايو، وهو ابن لسائق تاكسي فقير. وأخيرًا أطلق عليه زملاؤه اسم «أنف الموزة»، وفاز أركارو في أول سباق له عام 1932 في مضمار سباق أجوا كالينت في تيجوانا، المكسيك. وشهد عام 1934 افتتاح مضمار سباق متنزه ناراجانسيت حيث لم يكن أركارو معروفًا نسبيًا على الرغم من مشاركاته العديدة في 'جانسيت.

## السباقات الكلاسيكية الأمريكية
حقق أركارو أول انتصارته في كنتاكي ديربي عام 1938 وهو يمتطي الحصان لاورين. ويرتبط اسمه بالفارس بيل هارتاك (Bill Hartack) لأن معظم انتصارات كنتاكي ديربي تكون بخمسة فرسان، بينما معظم انتصارات بريكنيس وسباق بلمونت ستيكس تكون بستة من الفرسان. وفاز أركارو بجائزة التاج الثلاثي للولايات المتحدة الأمريكية عام 1941 وهو يمتطي الفرس ويرلواي وحازها ثانية عام 1948 وهو يمتطي سايتيشن. وفيما يتعلق بانتصارات كنتاكي ديربي الأخرى فكان يمتطي الحصان هوب جي آر (1945) والحصان هيل جيل (1952).

## انتصارات السباقات الأساسية
فاز أركارو أيضًا في سباق سابيربان هانديكاب ثماني مرات وسباق وود ميموريال ستيكس تسع مرات وبطولة الكأس الذهبي لسباق الخيل عشر مرات. وعلى صعيد المنافسات الدولية، فاز أركارو في مضمار سباق وودباين في تورونتو بـدرع الملكة عام 1953 (ويعد السباق الكندي الأكثر رقيًا)؛ في مضمار سباق متنزه لوريل في لوريل، ميريلاند، وفاز عام 1954 بـ سباق واشنطن الدولي أمام أفضل خيل وفرسان من أوروبا. وفي عام 1953، اختير أركارو للحصول على جائزة جورج وولف التذكارية، وفي 1958 تقلد منصبًا في المتحف الوطني للسباق وقاعة المشاهير في ساراتوجا سبرينجس، نيويورك.
ونظرًا لأنشطته المتعلقة بالفرسان، كان أركارو القوة الدافعة لإنشاء نقابة للفرسان. وتقاعد عام 1962، بسبب التهاب الجراب الحاد في ذراعه. وشارك أركارو أثناء مشواره المهني في 24092 سباقًا فاز في 4779 منها وحقق أرباحًا بقيمة 30039543 دولار. وبعد أن عمل كمعلق تلفزيوني على السباقات لدى قناة سي بي إس وإيه بي سي، عُين كمسؤول للعلاقات العامة لكازينو جولدن ناجيت في لاس فيغاس قبل تقاعده في ميامي، فلوريدا. وعمل أيضًا كمتحدث عن قسم محركات بويك في شركة جنرال موتورز، وهو صاحب العبارة المعروفة «إذا كنت تمتلك سعر بويك، فعليك أن تشتري بويك». ولسنوات عديدة، كان صاحب مطعم إيطالي شعبي في بيفرلي هيلز.
مات إدي أركارو في 1997. ولقد أحرقت جثته ووُضع رفاته في ضريح في المقبرة الكاثوليكية لسيدة الرحمة في ميامي. ولا يزال إلى اليوم واحدًا من أشهر الفرسان في تاريخ سباق الخيول، ويُطلق عليه «الأستاذ» لمهاراته في ركوب الخيل وإحساسه الجيد بطريقة السير والخطوات وقدرته على تبديل سوطه من يد لأخرى بسهولة أثناء السباق.

## وصلات خارجية
- An oral history with Eddie Arcaro at the Louie B. Nunn Center for Oral History at the University of Kentucky Libraries
- New York Times' About, Inc. article/photographic collection titled Eddie Arcaro Remembered
- TIME magazine May. 17, 1948 Cover Story on Eddie Arcaro
- Eddie Arcaro interviewed by مايك والاس (ممثل) on The Mike Wallace Interview on September 8, 1957